# 葉山豪
葉山 豪（はやま ひろ、1975年4月10日 - ）は、日本人の俳優である。香港を拠点に活動している。特にジャッキー・チェン主演作品への出演が多い。

## 人物
- 身長：182cm
- 体重：75kg
- 趣味：盆栽
- 語学：日本語　広東語　中国語　英語（広東語はネイティブの域に達している）

京都の母子家庭で育つ。社長になるのが夢で、さまざまなアルバイトを経験。高校卒業後、観光専門学校に進学し、旅行会社に就職。添乗員として働いたのち、祇園のライブハウスレストランに転職し、マネージャーに。休暇を取り台湾旅行へ。
当人は芸能界入りの意志はまったくなかったが、台湾旅行時にスカウトされ、相手側の熱烈な要望により芸能界入り。現地でのモデル、CM出演、ドラマ出演などを経て映画俳優となる。
台湾に2年半滞在後、香港のジャッキー・チェンの事務所「JCグループ」に移籍。モデルをしながら映画に出演。香港の日本人モデルと結婚し、娘と息子がいる。「ZABOOL」というアパレルブランドの店を香港に開店したこともある。現在は独立し、俳優だけでなく映画のプロデューサーとしても香港や中国で活躍している。香港在住。
香港映画に最も出演されている日本人俳優であり、世界初の3Dによる香港のセクシー＆コメディ映画『3D SEX & 禅』の主演に抜擢され、2011年5月香港及び世界で公開。この映画の原作は中国古来の小説『肉蒲団』で、日本人俳優が主役を演じるのは異例中の異例。
2023年12月株式会社メディスンプラス「ビタトレール」ブランドのアンバサダーに就任した。

## 主な出演作品

### 映画
2001年
- （不解之謎 / CLUELESS）（黃家輝 監督）
- DEAD OR ALIVE FINAL（三池崇史監督作品 / 日本公開2002年1月）

2003年
- メダリオン（飛龍再生 / MEDALLION）（ゴードン・チャン監督）ジャッキー・チェン作品（日本公開2004年6月）
- （一屋兩火 / THE TROUBLE MAKERS）(張敏 監督)
- （新紮師妹2 “美麗任務”/ THE LOVE UNDERCOVER 2 “LOVE MISSION”）（ジョー・マ監督）

2004年
- （七年很癢 / ITCHY HEART）（鄒凱光 監督）
- 香港国際警察/NEW POLICE STORY（新警察故事 / NEW POLICE STORY）（ベニー・チャン監督）ジャッキー・チェン作品（日本公開2005年3月）
- エンター・ザ・フェニックス（大佬愛美麗 / ENTER THE PHOENIX）（スティーヴン・フォン監督）日本公開2006年6月
- （身驕肉貴 / THE ATTRACTIVE ONE）（鄒凱光 監督）
- Mr.BOO!花嫁の父（煎釀叁寶 / THREE OF A KIND）（ジョー・マ監督）（大阪アジアン映画祭2006で上映後、2007年DVD発売）

2005年
- ぼくの最後の恋人（千杯不醉 / DRINK, DRANK, DRUNK）(イー・トンシン監督)
- THE MYTH/神話（神話 / THE MYTH）（スタンリー・トン監督）ジャッキー・チェン作品（日本公開2006年3月）

2006年
- （情義我心知 / MOONLIGHT IN TOKYO）（麥兆輝, 莊文強 監督）
- プロジェクトBB（BB計画 / 寶貝計劃(ROB-B-HOOD)）（ベニー・チャン監督）ジャッキー・チェン作品（日本公開2007年4月）

2007年
- （情意拳拳 / NOTHING IS IMPOSSIBLE）（客演）（林華全 監督）
- （單身部落 / SINGLE BLOG）（李保樟 監督）

2009年
- 新宿インシデント（新宿事件 / SHINJUKU INCIDENT） （イー・トンシン監督）ジャッキー・チェン作品
- （撲克王 / POKER KING）（陳慶嘉, 秦小珍 監督）

2010年
- 分手说爱你 BREAK UP CLUB（黄真真　監督）　Lies 役

2011年
- 3D SEX & 禅（3D肉蒲團之極樂寶鑑 / 3D Sex & Zen: Extreme Ecstasy）（クリストファー・サン監督）主演-未央生 役
- 孤島驚魂　（鐘継昌　監督）　加藤正宏　役

2012年
- 低俗喜劇　（彭浩翔　監督）葉山豪本人　役

2013年
- 石器時代之百万大偵探　（王松　監督）　主演‐李箖　役

2014年
- ルパン三世（北村龍平監督作品 / 日本公開2014年8月）
- 乡味　主演　李慕明　役
- 閨蜜　（黄真真　監督）

2015年
- 澳囧  （袁仁康　監督）　華哥 役

2016年
- 殓师　　　　主演
- 小镇风云之仇富者联盟 　　　主演‐李子木 役

2017年
- 初恋时光  （殷国君 監督）　主演‐白燿峰 役

2018年
- 尾牌 Q1/ Quick 1                主演

2019年
- コンフィデンスマンJP -ロマンス編-（田中亮監督作品 / 日本公開2019年5月） - 除 役

2020年
- 燃えよデブゴン TOKYO MISSION （谷垣健治監督作品 / 日本公開2021年1月） - 山本勇二 役

### テレビドラマ
2002年
- 九龍で会いましょう（4月-6月、テレビ朝日系）

2018年
- モンテ・クリスト伯 -華麗なる復讐-（4月-6月、フジテレビ）

### イメージキャラクター・CM

#### 2023年
- ビタトレールアンバサダー（株式会社メディスンプラス/ビタトレールシリーズ、12月－）